# 加藤貴之 (シンガーソングライター)
加藤 貴之（かとう たかゆき、1982年12月9日 - ）は、日本のシンガーソングライター。神奈川県生まれ。いて座。血液型はB型。

## 来歴
2007年
- 9月吉祥寺STAR PINE'S CAFEでのワンマンライブを機に、石川竜司を制作プロデューサーとして招聘。

2008年
- 10月湘南二宮ミュージッククエスト2008 グランプリを獲得。
- 11月第6回地球屋こいのうたコンテスト グランプリを獲得。
- 12月赤城KBミュージックジャンボリー2008 グランプリを獲得。

2009年
- 5月Candy Jam Recordsより『Beautiful　Way』（CJRC-0901）でインディーズデビュー。

2010年
- 4月YM　MUSICより2ndミニアルバム『ねがい』（YM-1001）を発売。
- 10月渋谷O-WESTでのワンマンライブを開催。

2011年9月
- 赤坂BLITZでのワンマンライブを開催。

2012年
- 2月『夜の終わりに』がCMソングに起用される（やわたのローヤルゼリー　BSフジ 、FoodiesTV、ビクトリーチャンネル 、レジャーチャンネル 、エンターテイメントTV 、朝日ニュースター 、モールオブTV、BSジャパン）。
- 9月FMりべーる（旭川83.7MHz）『ハマノヒロチカラヂオ』において、野狐禅ハマノヒロチカのアシスタントパーソナリティに就任。

2013年
- 3月RTM Recordsより2ndフルアルバム『イマ、強く生きる』（RTMO-0001）を発売。
- 10月後楽園ホールでのワンマンライブを開催。

2014年
- 9月新宿アルタでの文化祭イベントを主催。
- 12月広島市南区民文化会館で行われたP MUSIC WAVE HIROSHIMA 2014冬 準グランプリを獲得。

2015年
- 1月梅田CLUB QUATTROで行われたBEST of singer 2014〜2015 準グランプリを獲得。
- 3月新宿アルタでのレコ発イベントを開催。Meanin' Of Livinn' Recordsより3rdミニアルバム『TRANSCEND』（MOLR-0001）を発売。

## 音楽
石川竜司 を制作プロデューサーに招聘後、チェロ・ヴァイオリン・ブルースハープを多用した楽曲が中心となる。ライブでは弾き語りのソロスタイルがほとんどである。ワンマンライブのサポートメンバーやゲストアーティストは多岐に渡る（野狐禅ハマノヒロチカ、H.EAT、鹿谷弥生など）。2014年以降は野狐禅ハマノヒロチカのサポート以外はソロ弾き語りをメインとしている。

## ディスコグラフィ

### シングル
- ヒトツタチ（2008年5月27日）
  - 1.days of you 2.声が届くなら 3.星降る夜に 4.ヒトツタチ
- ねがい（2010年4月24日、YM MUSIC YMMC-1001）
  - 1.ねがい 2.tripper 3.嘘じゃないよ 4.夜の終わりに
    - BSフジ やわたのローヤルゼリー CMソング

### アルバム
- Beautiful Way（2009年5月27日、Candy Jam Records CJRC-0901）
  - 1.opening 2.days of you 3.それでも僕は君を守るだろう 4.トロフィ 5.rain song
  - 6.花と雨と 7.ビジリアン 8.結ばれながら 9.no name 10.例えればそんな日々 11.ラストスマイル 12.ヒトツタチ
- イマ、強く生きる（2013年3月1日、RTMO-0001）
  - 1.アーティスト 2.山椒魚 3.hero 4.時間機械 5.ナイフ
  - 6.その手のなるほうへ 7.14 8.「イマ、強く生きる」 9.僕は利口になれない 10.星降る夜に
- TRANSCEND（2015年3月11日、Meanin' Of Livinn' Records MOLR-0001）
  - 1.TRANSCEND 2.Starting Over 3.いつかきっと 4.雪時計〜伝えるべき言葉〜　5.ながれもの（Plugless Ver.）
  - 6.その先へ

### ラジオ
- 2008年7月『ヒトツタチ』　エフエムラジオ立川『明朗・K子のトークルーム』 7月度エンディングテーマ、bayFM「路上魂」
- 2009年1月『それでも僕は君を守るだろう』Fm yokohama「YOKOHAMA MUSIC AWARD」1月度月間ランキング2位
- 2010年7月7日『ねがい』2010年七夕ソングSuono Dolce
- 2012年9月より、FMりべーる『ハマノヒロチカラヂオ』アシスタントパーソナリティを担当